# Stary cmentarz żydowski w Biłgoraju
Stary cmentarz żydowski w Biłgoraju – został założony w 1725 i znajdował się przy obecnej ul. 3 Maja, dawnej Morowej.
Ostatni znany pochówek miał miejsce pod koniec XIX wieku.
Cmentarz został zniszczony przez Niemców podczas II wojny światowej. W okresie okupacji, wiosną 1941 roku, niemieckie oddziały organizacji Todta zdewastowały cmentarz. Mur został rozebrany, a wycięte dęby wywieziono do Niemiec. Na terenie nekropolii Niemcy wybudowali baraki-magazyny, których podłogi wyłożono macewami. W tych barakach przetrzymywali następnie Żydów przed wysłaniem ich do obozów śmierci.
Obecnie na jego miejscu znajduje się boisko do gry w piłkę.